# Ewaryst Łój
Ewaryst Antoni Łój (Strzelno, 30 de agosto de 1912 - Poznań, 4 de julho de 1973) é um ex-basquetebolista polonês que integrou a seleção polonesa que competiu nos VI Jogos Olímpicos de Verão realizados em Berlim em 1936.